# Şevarīn
Şevarīn (persiska: صورین) är en ort i Iran.   Den ligger i provinsen Västazarbaijan, i den nordvästra delen av landet, 400 km väster om huvudstaden Teheran. Şevarīn ligger 1 671 meter över havet och antalet invånare är 657.
Terrängen runt Şevarīn är kuperad.Runt Şevarīn är det ganska glesbefolkat, med 47 invånare per kvadratkilometer. Närmaste större samhälle är Shāhīn Dezh, 16,3 km söder om Şevarīn. Trakten runt Şevarīn består i huvudsak av gräsmarker.